# 印東道子
印東 道子（いんとう みちこ、1953年 - ）は、日本の考古学者・人類学者。国立民族学博物館名誉教授。専門は、オセアニア考古学・オセアニア地域研究。

## 人物
専門はオセアニア考古学、人類学。広い南太平洋に散在する小さな島々に住む人々が、いつごろ、どこから来たのかを求めて、発掘調査を中心に研究を行っている。日本の女性考古学者としてはパイオニア的存在。オセアニアの伝統文化についても造詣が深い。

## 来歴
東京都出身。1976年東京女子大学文理学部史学科西洋史卒業。1976 - 81年東京女子大学助手。1981－1988年ニュージーランドオタゴ大学大学院（人類学専攻）でMA、Ph.D.取得、1988年から北海道東海大学助教授、教授、2000年より国立民族学博物館民族社会研究部教授（総合研究大学院大学教授を兼任)、2017年より同人類文明誌研究部教授。放送大学客員教授（2006 - 2011年）、日本オセアニア学会会長(2013 - 2015年）、日本学術会議連携会員(2006 -2023年)、日本人類学会評議員（2002 -2020年)、国立民族学博物館名誉教授(2018年-　)、総合研究大学院大学名誉教授(2018-　)

## 著作

### 単著
- Archaeological Investigations in the Yap Islands, Micronesia. Oxford: BAR International Series, 1985 (Intoh, M. and F. Leach)
- 『オセアニア  暮らしの考古学』（朝日選書、2002年）
- 『南太平洋のサンゴ島を掘る』（臨川書店・フィールドワーク選書、2014年）
- 『島に住む人類 オセアニアの楽園創世記』（臨川書店、2017年）

### 編著
- 『ミクロネシアを知るための58章』（明石書店、2005年）
- 『環境と資源利用の人類学: 西太平洋諸島の生活と文化』（明石書店、2006年）
- 『生態資源と象徴化』 （資源人類学 第７巻）（弘文堂、2007年）
- 『人類大移動: アフリカからイースター島へ』（朝日新聞社、2012年）
- 『人類の移動誌』（臨川書店、2013年）
- 『ミクロネシアを知るための６０章』（明石書店、2015年）

### 共編著
- 『島嶼に生きる』（東京大学出版会、1993年）（大塚柳太郎、片山一道との共編著）
- 『イモとヒト: 人類の生存を支えた根栽農耕 その起源と展開』（平凡社、2003年）（吉田集而、堀田満との共編著）
- 『資源人類学』（日本放送出版協会、2007年）（内堀基光、菅原和孝との共編著）
- 『オセアニア学』（京都大学学術出版会、2009年）（遠藤央、梅﨑昌裕、中澤港、窪田幸子、風間計博との共編著）
- 『海民の移動誌: 西太平洋のネットワーク社会』(昭和堂、2018年)　(小野林太郎、長津一史との共編著)
- 『ヒトはなぜ海を越えたのか』(雄山閣、2020年)　(秋道智彌との共編著)

## 主な受賞歴
- 2022年 日本人類学会功労賞
- 2020年 日本オセアニア学会石川栄吉賞
- 2006年 第21回大同生命地域研究奨励賞